# Albert Říha
Podplukovník Albert Říha (12. prosince 1889 Zdravá Voda – ?) byl legionář a důstojník československé armády.

## Život

### Mládí a první světová válka
Albert Říha se narodil 12. prosince 1889 ve Zdravé Vodě v dnešním hodonínském okrese. Mezi lety 1905 a 1909 studoval na hospodářské škole v Přerově, mezi lety 1911 a 1912 prodělal prezenční službu u c. k. pěšího pluku v Kroměříži, kde mmj. absolvoval školu pro záložní důstojníky. Po začátku první světové války v srpnu 1914 odcestoval coby zástupce velitele čety na ruskou frontu, kde byl po několika dnech raněn. Po zotavení se v nemocnici v Brně odjel v červenci 1915 zpět. V září téhož roku byl u Rovna opět raněn a následně zajat. Do Československých legií vstoupil v lednu 1917 v Bobrujsku a jako střelec se zúčastnil bitvy u Zborova. V září 1917 odcestoval do francouzského Cognacu, kde se stal velitelem družstva. V lednu 1918 byl povýšen na četaře a v pozici velitele kulometné čety bojoval na německé frontě.

### Mezi světovými válkami
Po návratu do Československa v lednu 1919 se Albert Říha stal poručíkem a střídal posádky až se v září 1920 stal velitelem roty v Josefově. Dále se vzdělával a již jako nadporučík byl v dubnu 1923 odeslán do Šahů a v srpnu téhož roku do Čadce. Po dalším kariérní růstu byl v roce 1927 přesunut do Žiliny, kde se v hodnosti majora v říjnu 1932 stal zástupcem velitele praporu. 1. prosince 1936 byl jmenován velitelem praporu Stráže obrany státu v Žilině a zároveň vojensko-technickým referentem u hlavního politického úřadu tamtéž. V lednu 1937 byl povýšen na podplukovníka, dne 25. listopadu 1938 se zúčastnil bitvy u Čadce.

### Druhá světová válka a po ní
Během druhé světové války se Albert Říha do protinacistického odboje nezapojil a to z důvodu vážné nemoci. Aktivně se zapojil až do květnového povstání v Pardubicích. Po jejím skončení sloužil ve velitelských funkcích v oblasti Českého Těšína, v květnu 1946 byl přeložen do výslužby. Poté tři roky pracoval v pardubických mlékárnách jako dispečer dopravy. V roce 1951 byl režimem donucen vystěhovat se z bytu v centru Pardubic na předměstí, snížení důchodu se mu podařilo odvrátit.

## Rodina
V roce 1924 se Albert Říha oženil s Annou Váňovou. Bratr Alberta Říhy Vojtěch Říha byl rovněž legionářem a v roce 1918 spolu na německé frontě bojovali v rámci jednoho pluku. Celkem měl Albert Říha osm sourozenců.